# T-7系列探空火箭
T-7是中国第一型自行設計的液體探空火箭系列。1960年2月19日，该系列的首型火箭T-7M在上海南汇成功发射。王希季为該火箭的总设计师。1960年至1965年间，有24枚T-7火箭相繼发射，該系列火箭的最后一次发射於1969年完成。

## 发展背景
1958年5月17日，毛泽东在中共八大的二次会议上提出了“我们也要搞人造卫星”的口号。中国由此启动了人造卫星的研制和發射计划，并委托上海机电设计院研發用來发射卫星的火箭。上海机电设计院副院長楊南生為火箭工程和行政負責人，上海交通大学工程力学系教授王希季擔任火箭研制总工程师。 
1958年8月，中国科学院以力学研究所为基础，正式成立“第1001设计院”以开展发射人造卫星所需运载火箭的研制。同年11月，1001设计院迁到上海，更名为上海机电设计院。 
1958年提出中国的首个运载火箭构型设想，该火箭的第一级代号为“T-3”，第二级为“T-4”，采用液氟/甲醇高能推进剂。此构型最终完成了方案设计，一些部件也已下厂试制，但终因技术问题而不得不取消。此后又提出了T-5测试火箭的设想，其相较上个构型体量大减，使用液氧和酒精为燃料。原计划以此为基础来逐渐掌握火箭技术，但又因火箭制导系统的研制困难、缺乏发动机试车台等一系列问题而再度搁置。 
1959年9月，在火箭研制连遭技术瓶颈困难的情况下，上海机电设计院受技术所限决定根据钱学森的建议从研制更小的无控探空火箭起步。该火箭被命名为“T-7”。为稳妥起见，在研制“T-7”之前先研制技术难度更低的“T-7M”火箭（即“T-7的模型火箭”之意）。在方案获得中科院批准后，研制设计工作正式开启。 

## 设计
以T-7M火箭的构型为例：该火箭由一级的固体燃料助推器和二级的液体主火箭组成，全长约为5.345米（17.54英尺），直径约为0.25米（9.8英寸），其箭头内装有测量参数的遥测系统，有效载荷携带能力约19（42磅）。其中液体主火箭推进剂的主要成分是硝酸和苯胺、糠醇的混合物，推力为2.2千牛。该火箭的设计飞行高度可达8千米，加上固体燃料助推器后则可达10公里左右。火箭的箭头和箭体会在其弹道轨迹的顶点附近分离，然后分别通过降落伞进行回收。

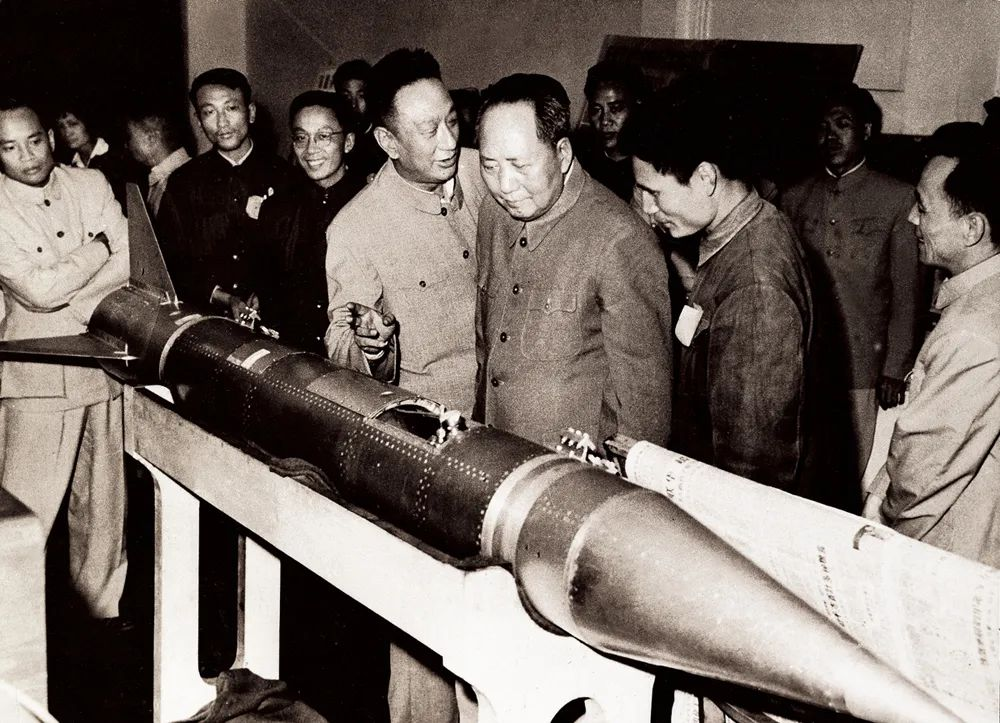
时任中国最高领导人毛泽东参观视察了T-7M探空火箭的实物，摄于1960年5月28日

火箭发射场位于南匯老港鎮东进村。 

## 发射
1960年1月，火箭首次發射時失敗，1960年2月19日，火箭進行第二次发射，此次發射最終成功。  火箭射程大約為8公里。钱学森曾两次来到老港镇，现场指导探空火箭发射工作。1960年5月28日，毛泽东來到延安西路200號上海新技术展览会视察T-7M火箭研發情況。T-7M火箭在南汇共进行了12次发射试验。1960年7月1日，T-7火箭在安徽宣城市广德县的603基地發射，但發射失敗。1960年9月13日，T-7發射成功，火箭發射高度達到60至80公里。後來有關部門又研製了T-7A電離層探測火箭。
1960年到1965年，當局总共发射了24枚T-7火箭。其中1964年7月19日，成功发射了第一枚生物探空火箭 T-7A（S1）型，之后又于1965年6月1日和5日各发射一枚 T-7A（S1）型火箭。火箭搭载大白鼠、小白鼠和多种生物样品试管，试管内分别放有果蝇、细胞、多种微生物和多种酶。
1966年7月15日， T-7A（S2）型生物探空火箭在603基地发射，成功将一只狗送入高空并安全返回。7月28日该型火箭又进行了一次发射，但未获得实验数据。

1969年，T-7火箭進行最後一次發射後該系列火箭退役。 

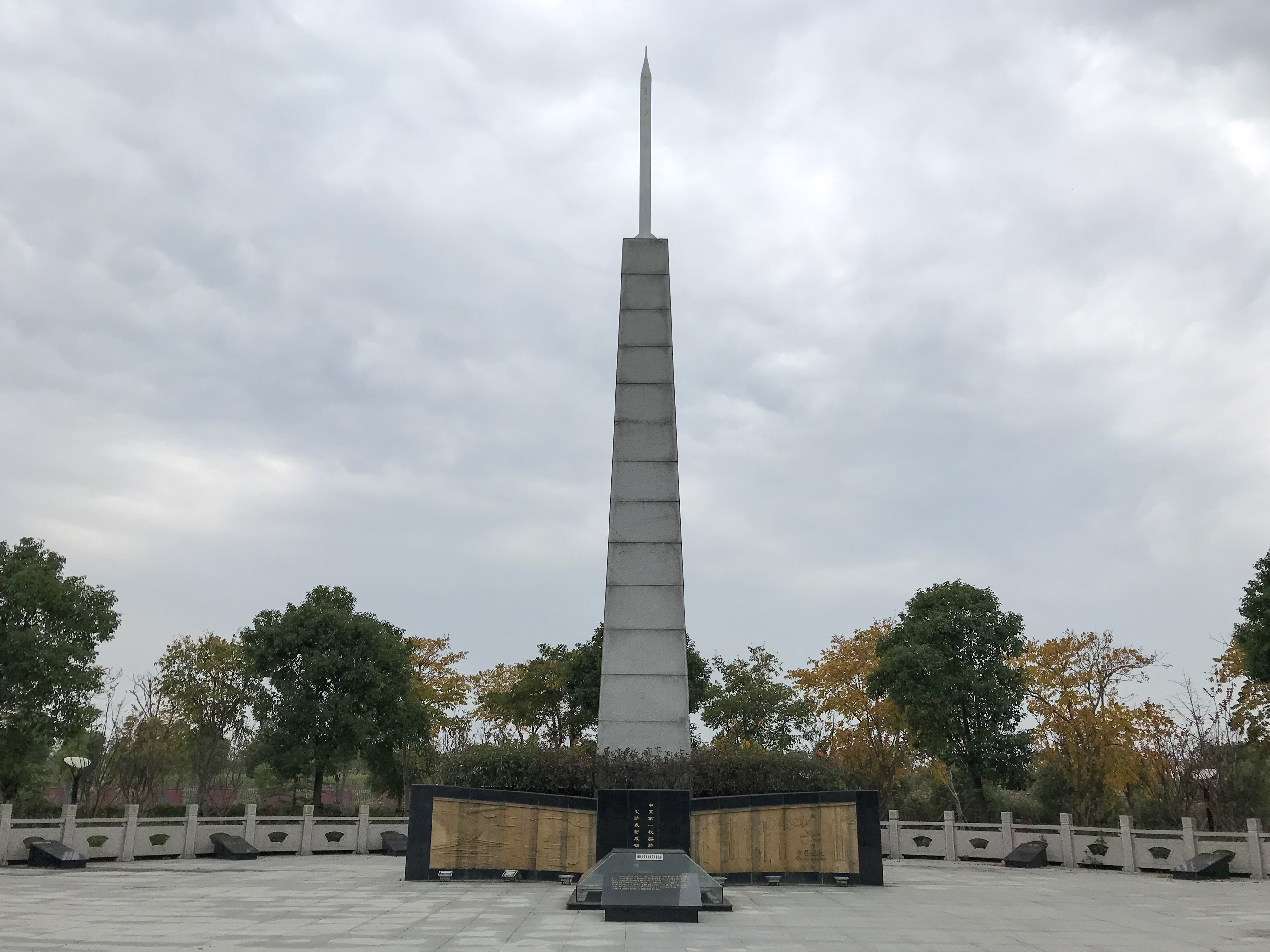
位於上海浦东老港镇东进村2组的T-7M火箭发射场遗址

## 型号
- T-7M探空火箭：中国制造的第一种实验性探空火箭，飞行高度可达8千米。
- T-7气象探空火箭：火箭经过改进，飞行高度提高到了60千米。
- T-7A气象探空火箭：飞行高度进一步提高至125千米。
- T-7A（S1）型生物探空火箭：头部重122千克，配置生物舱，搭载大白鼠、小白鼠、生物试管。飞行高度60～70千米 。
- T-7A（S2）型生物探空火箭：头部重170千克，直径增大至0.6米，配置生物舱，搭载狗。飞行高度70千米。

## 後續
在T-7火箭取得成功后，王希季等人被调往北京，同時王希季出任长征一号的总设计师。
上海當局則在T-7M发射场建立了中国第一枚试验探空火箭发射成功纪念碑，並將其列为浦东新区文物保护单位，2010年10月12日，上海市浦东新区文物管理委员会在火箭纪念碑旁建立文物保护碑，並在碑文写道“中国第一枚自行研制设计制造试验探空火箭T-7M发射场遗址”。